# Wydział Farmaceutyczny Uniwersytetu Medycznego w Lublinie
Wydział Farmaceutyczny Uniwersytetu Medycznego w Lublinie – jeden z czterech wydziałów Uniwersytetu Medycznego w Lublinie. Jego siedziba znajduje się przy ul. W. Chodźki 1 w Lublinie (Collegium Universum). Powstał w 1945 roku.

## Dziekani[2]
- 1945–1950: prof. Kazmierz Kalinowski
- 1950–1951: prof. Zofia Kalinowska
- 1951–1955: doc. Stanisław Karbownicki
- 1955–1956: doc. Tadeusz Szynal
- 1956–1957: doc. Wacław Mirkowski
- 1957–1960: prof. Andrzej Waksmundzki
- 1960–1968: prof. Henryk Nerlo
- 1968–1972: prof. Edward Soczewiński
- 1972–1981: prof. Lech Przyborowski
- 1981–1984: prof. Henryk Nerlo
- 1984–1987: prof. Lech Przyborowski
- 1987–1993: prof. Tadeusz Krzaczek
- 1993–1999: prof. Kazimierz Głowniak
- 1999–2005: prof. Hanna Hopkała[3]
- 2008–2012: prof. Janusz Solski[4]
- 2012–2015: prof. Ryszard Kocjan[5]
- prof. Grażyna Biała[6]

## Struktura
- Katedra Chemii
- Katedra Diagnostyki Laboratoryjnej
- Katedra Farmakognozji i Botaniki Farmaceutycznej
- Katedra i Zakład Biochemii i Biotechnologii
- Katedra i Zakład Biologii z Genetyką
- Katedra i Zakład Chemii Leków
- Katedra i Zakład Chemii Organicznej
- Katedra i Zakład Farmacji Stosowanej i Społecznej
- Katedra i Zakład Farmakologii z Farmakodynamiką
- Katedra i Zakład Mikrobiologii Farmaceutycznej
- Katedra i Zakład Syntezy i Technologii Chemicznej Środków Leczniczych
- Katedra i Zakład Toksykologii
- Zakład Farmacji Klinicznej i Opieki Farmaceutycznej
- Zakład Kosmetologii i Medycyny Estetycznej[7]

## Kierunki studiów
- farmacja
- analityka medyczna
- kosmetologia[1]

## Władze
Dziekan: Grażyna Biała

Prodziekani:  Anna Malm, Agata Paneth i Agnieszka Ludwiczuk